# Heinrich Niewöhner
Heinrich Niewöhner (* 21. März 1889 in Duisburg; † 1959) war ein deutscher germanistischer Mediävist.

## Leben
Heinrich Niewöhner war der Sohn des Lehrers Conrad Niewöhner. In seiner Geburtsstadt Duisburg besuchte er die Volksschule und das Realgymnasium, wo er 1907 das Reifezeugnis erlangte. Danach studierte er in Göttingen, München und Berlin deutsche, englische und französische Sprache. 1912 wurde er in Berlin promoviert mit der Dissertation Der Sperber und verwandte mittelhochdeutsche Novellen.
Ab 1912 war Niewöhner im Schuldienst tätig (1924–1945 Studiendirektor). Ab 1951 wirkte an der Berliner Akademie der Wissenschaften am Institut für deutsche Sprache und Literatur und als Herausgeber mittelalterlicher deutscher Sprachdenkmäler. 1955 wurde er zum Professor ernannt.

## Schriften (Auswahl)
- Der Sperber und verwandte mhd. Novellen. Berlin 1913.
- mit Kurt Kesseler und Joseph Adrian: Arbeitsunterricht in Religion, Deutsch, Geschichte und in den alten und neueren Sprachen. Leipzig 1928, OCLC 32461566.
- Neues Gesamtabenteuer, das ist Fr. von der Hagen’s Gesamtabenteuer, die Sammlung der mittelhochdeutschen Mären und Schwänke des 13. und 14. Jahrhunderts. Band 1. Weidmann, Berlin 1937.
- Die Gedichte Heinrichs des Teichners. Berlin 1953–1956.
  - Band 1 (Gedicht Nr. 1–282). 1953, OCLC 257094770.
  - Band 2 (Gedicht Nr. 283–536). 1954, OCLC 257094780.
  - Band 3 (Gedicht Nr. 537–729). 1956, OCLC 769360173.